# Martina Caregaro
Martina Caregaro (Aosta, 19 maggio 1992) è una tennista italiana.
In carriera ha vinto 9 titoli nel singolare e 9 titoli nel doppio nel circuito ITF.

## Carriera
Fa il suo debutto in un torneo WTA nel 2010 a Palermo dove, da 489 del mondo supera tre turni di qualificazione ma viene sconfitta al primo turno dalla numero 73 del mondo Julia Görges per 2-6, 3-6. Nello stesso anno conquista i primi tornei ITF in singolare nel 2010 arrivando a sette titoli (su undici finali) in singolare e otto titoli in doppio (di cui cinque con Anna Floris) tra il 2010 e il 2014.
Il 27 gennaio 2016 è stata convocata dal capitano Corrado Barazzutti in Fed Cup con la Francia, valido per il primo turno. Fa il suo esordio ufficiale nella nazionale italiana il 7 febbraio in occasione del doppio giocato insieme a Sara Errani contro la coppia Garcia/Mladenovic. Nello stesso mese raggiunge il suo best ranking alla posizione 253 del ranking WTA.
L'estate 2019 ha segnato un nuovo inizio per la 27enne valdostana: in primavera il trasferimento da Roma a Milano, a luglio il ritorno al successo nel torneo ITF di Padova e poi una doppia finale in quello da 25.000 dollari di Bagnatica, in provincia di Bergamo.

## Statistiche ITF

### Singolare

#### Vittorie (9)
| Torneo $100.000 (0) |
| Torneo $80.000 (0)  |
| Torneo $75.000 (0)  |
| Torneo $60.000 (0)  |
| Torneo $50.000 (0)  |
| Torneo $25.000 (1)  |
| Torneo $15.000 (2)  |
| Torneo $10.000 (6)  |

| N. | Data              | Torneo                                       | Superficie  | Avversaria in finale        | Punteggio     |
| 1. | 27 marzo 2010     | Eurotools Cup, Pomezia                       | Terra rossa | Eloisa Compostizo de Andrés | 6-1, 6-1      |
| 2. | 2 ottobre 2010    | Ciampino Open, Ciampino                      | Terra rossa | Diana Enache                | 6-3, 6-3      |
| 3. | 29 ottobre 2011   | Jamnica Babin Kuk, Ragusa                    | Terra rossa | Victoria Kan                | 6-3, 6-3      |
| 4. | 29 giugno 2013    | SMA Cup Sant'Elia, Roma                      | Terra rossa | Jasmine Paolini             | 6-2, 6-3      |
| 5. | 3 agosto 2013     | Internazionali Città di Rovereto, Rovereto   | Terra rossa | Sofija Kovelec              | 7-6(6), 6-3   |
| 6. | 2 novembre 2014   | Forte Village International Tournament, Pula | Terra rossa | Stefania Rubini             | 6-4, 6-4      |
| 7. | 14 dicembre 2014  | ITF Women's Circuit Sousse, Sousse           | Terra rossa | Tereza Malíková             | 6-4, 6-0      |
| 8. | 10 settembre 2017 | CMG Tennis Cup, Trieste                      | Terra rossa | Federica Di Sarra           | 2-6, 6-1, 6-2 |
| 9. | 23 giugno 2019    | Padova Challenge Open, Padova                | Terra rossa | Paula Cristina Gonçalves    | 6-4, 6-4      |

#### Sconfitte (8)
| Torneo $100.000 (0) |
| Torneo $80.000 (0)  |
| Torneo $75.000 (0)  |
| Torneo $60.000 (0)  |
| Torneo $50.000 (0)  |
| Torneo $25.000 (2)  |
| Torneo $15.000 (0)  |
| Torneo $10.000 (6)  |

| N. | Data              | Torneo                                                   | Superficie  | Avversaria in finale        | Punteggio        |
| 1. | 8 febbraio 2009   | Torneo Mallorca, Maiorca                                 | Terra rossa | Eloisa Compostizo de Andrés | 0-6, 7-6(6), 2-6 |
| 2. | 30 luglio 2011    | Trofeo Città di Gardone Val Trompia, Gardone Val Trompia | Terra rossa | Anne Schäfer                | 6(6)-7, 6-0, 4-6 |
| 3. | 26 novembre 2011  | ITF Women's La Marsa, La Marsa                           | Terra rossa | Anastasia Grymalska         | 5-7, 6-2, 3-6    |
| 4. | 22 giugno 2014    | Torneo Tirreno Power, Civitavecchia                      | Terra rossa | Polina Lejkina              | 5-7, 4-6         |
| 5. | 7 dicembre 2014   | ITF Women's Circuit Sousse, Sousse                       | Terra rossa | Dea Herdželaš               | 7-6(4), 2-6, 1-6 |
| 6. | 8 marzo 2015      | VOLKL Cup, Solarino                                      | Sintetico   | Irina Ramialison            | 1-6, 7-6(6), 4-6 |
| 7. | 23 settembre 2018 | Forte Village International Tournament, Pula             | Terra rossa | Anastasia Zarycká           | 3-6, 6(4)-7      |
| 8. | 1º settembre 2019 | Trofeo CPZ, Bagnatica                                    | Terra rossa | Tamara Korpatsch            | 1-6, 2-6         |

### Doppio

#### Vittorie (9)
| Torneo $100.000 (0) |
| Torneo $80.000 (0)  |
| Torneo $75.000 (0)  |
| Torneo $60.000 (0)  |
| Torneo $50.000 (0)  |
| Torneo $25.000 (0)  |
| Torneo $15.000 (2)  |
| Torneo $10.000 (7)  |

| N. | Data             | Torneo                                       | Superficie  | Compagna        | Avversarie in finale                 | Punteggio        |
| 1. | 9 febbraio 2013  | GD Tennis Academy, Adalia                    | Terra rossa | Giulia Bruzzone | Ana Bogdan Teodora Mirčić            | 6-3, 1-6, [10-6] |
| 2. | 10 maggio 2013   | Forte Village International Tournament, Pula | Terra rossa | Anna Floris     | Annalisa Boni Lisa Sabino            | 6-2, 6-3         |
| 3. | 17 maggio 2013   | Forte Village International Tournament, Pula | Terra rossa | Anna Floris     | Erin Routliffe Carol Zhao            | 6-2, 5-7, [10-7] |
| 4. | 1 agosto 2013    | Internazionali Città di Rovereto, Rovereto   | Terra rossa | Anna Floris     | Ol'ha Iančuk Chantal Škamlová        | 3-6, 6-4, [10-6] |
| 5. | 15 marzo 2014    | Forte Village International Tournament, Pula | Terra rossa | Anna Floris     | Kim-Alice Grajdeck Maša Zec Peškirič | 6-3, 5-7, [10-8] |
| 6. | 21 giugno 2014   | Torneo Tirreno Power, Civitavecchia          | Terra rossa | Anna Floris     | Alexa Guarachi Sally Peers           | 6-4, 6-4         |
| 7. | 9 novembre 2014  | Forte Village International Tournament, Pula | Terra rossa | Georgia Brescia | Lisa Sabino Anne Schäfer             | 3-6, 6-4, [10-6] |
| 8. | 29 novembre 2014 | ITF Women's Circuit Sousse, Sousse           | Terra rossa | Alice Balducci  | Barbara Bonić Oleksandra Korashvili  | 7–6(2), 6-4      |
| 9. | 8 settembre 2017 | CMG Tennis Cup, Trieste                      | Terra rossa | Paula Ormaechea | Alice Balducci Camilla Scala         | 5-7, 7-5, [10-1] |

#### Sconfitte (10)
| Torneo $100.000 (0) |
| Torneo $80.000 (0)  |
| Torneo $75.000 (0)  |
| Torneo $60.000 (0)  |
| Torneo $50.000 (0)  |
| Torneo $25.000 (6)  |
| Torneo $15.000 (2)  |
| Torneo $10.000 (2)  |

| N.  | Data             | Torneo                                       | Superficie  | Compagna            | Avversarie in finale                  | Punteggio              |
| 1.  | 8 marzo 2014     | GD Tennis Academy, Adalia                    | Terra rossa | Anna Floris         | Estelle Cascino Martina Kubiciková    | 7-6(2), 2-6, [7-10]    |
| 2.  | 3 maggio 2014    | Forte Village International Tournament, Pula | Terra rossa | Anna Floris         | Diana Buzean Claudia Giovine          | 2-6, 4-6               |
| 3.  | 12 dicembre 2015 | Al-Solaimaneyah Women's Future, Il Cairo     | Terra rossa | Réka Luca Jani      | Valentina Ivachnenko Dalila Jakupovič | w/o                    |
| 4.  | 12 marzo 2016    | Circuito Feminino Future de Tênis, Curitiba  | Terra rossa | Réka Luca Jani      | Catalina Pella Daniela Seguel         | 3-6, 6(5)–7            |
| 5.  | 7 ottobre 2017   | Forte Village International Tournament, Pula | Terra rossa | Martina Di Giuseppe | Claudia Giovine Anastasia Grymalska   | 6-3, 5-7, [4-10]       |
| 6.  | 17 febbraio 2018 | GD Tennis Cup, Adalia                        | Cemento     | Federica Di Sarra   | Ekaterine Gorgodze Dea Herdželaš      | 2-6, 4-6               |
| 7.  | 29 giugno 2018   | Verbier Open, Verbier                        | Terra rossa | Federica Di Sarra   | Gabriela Horáčková Nina Stadler       | 6(5)–7, 7-6(3), [7-10] |
| 8.  | 13 luglio 2018   | Trofeo Mabo, Torino                          | Terra rossa | Federica Di Sarra   | Vivian Heisen Sandra Samir            | 3-6, 2-6               |
| 9.  | 10 agosto 2019   | Acqua Dolomia Tennis Cup, Cordenons          | Terra rossa | Lisa Sabino         | Veronika Erjaveč Nika Radišič         | 3-6, 5-7               |
| 10. | 31 agosto 2019   | Trofeo CPZ, Bagnatica                        | Terra rossa | Federica Di Sarra   | Carolina Alves Gabriela Cé            | 2-6, 6-1, [5-10]       |